# Palazzo Giusso
Palazzo Giusso (già palazzo Filomarino della Torre) è un palazzo rinascimentale di Napoli ed è ubicato in largo San Giovanni Maggiore. L'edificio ospita la sede dell'Università degli Studi di Napoli "L'Orientale", in particolare dei Dipartimenti di scienze umane sociali con la biblioteca poste al piano nobile.

## Storia
Sul sito nel XVI secolo sorgeva una casa nobiliare con annesso un agrumeto con vista sul mare (che allora giungeva fino all'attuale corso Umberto), nel quale abitò Gonzalo Fernández de Córdoba, viceré di Napoli; questi vendette il casolare nel 1546 al marchese di Grottole, Alonso Sánchez de Luna, membro del Consiglio Collaterale del vicereame, che affidò la progettazione del nuovo palazzo allo scultore e architetto Giovanni da Nola. La costruzione del palazzo iniziò nel 1549 e terminò solo decenni dopo, grazie all'opera del figlio omonimo, tesoriere del Regno.
Nel 1645 l'edificio fu acquistato dal cardinale Ascanio Filomarino, arcivescovo di Napoli, la cui famiglia ne mantenne la proprietà per un secolo e mezzo, restando per tale motivo poi noto come palazzo Filomarino della Torre; il cardinale completò definitivamente il palazzo, rifacendo il portone di piperno e demolendo le casupole negli immediati dintorni. 

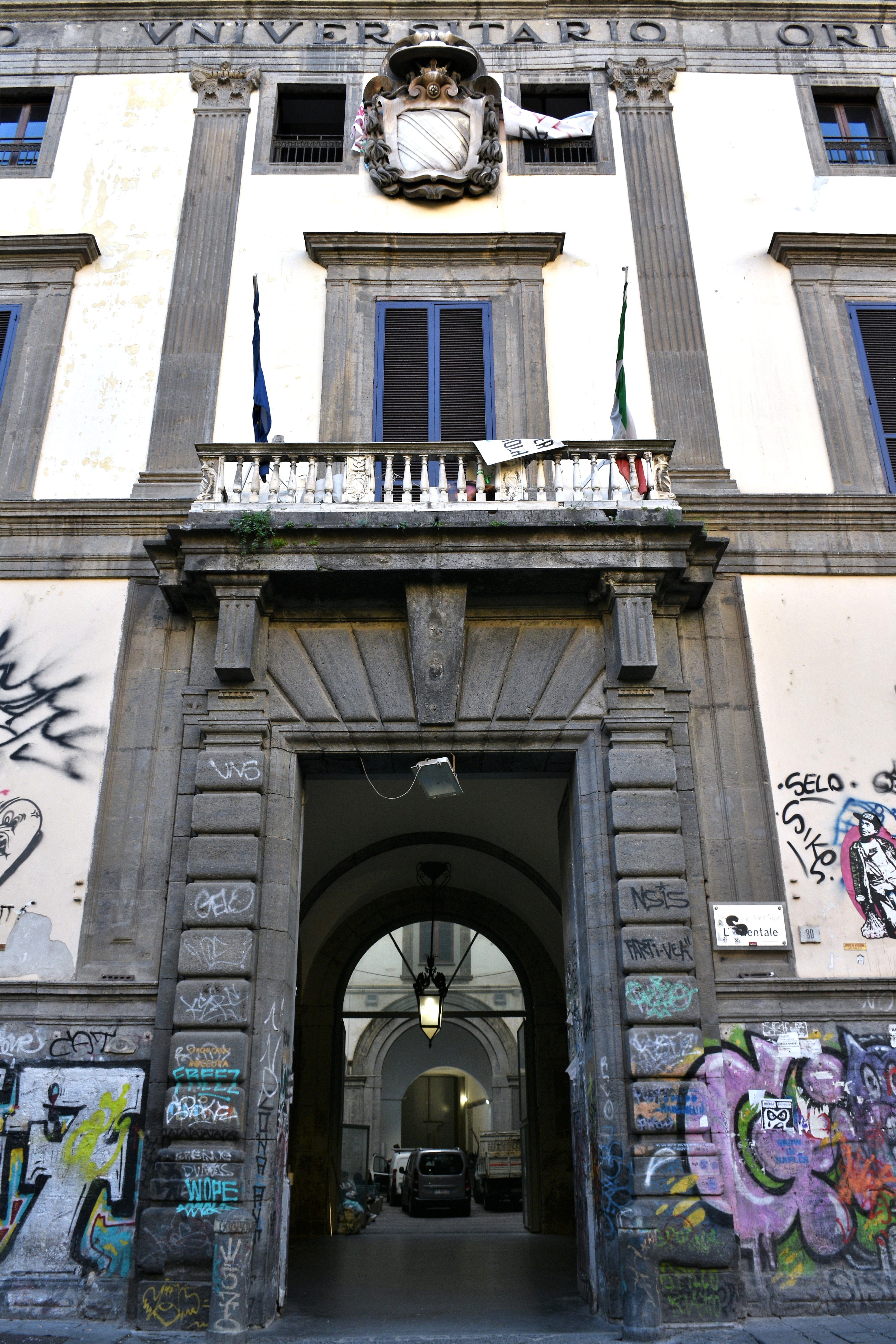
Particolare del portale d'ingresso con in alto lo stemma del cardinale Ascanio Filomarino

L'alacre attività di raccolta di rocce e di testi di argomento vesuviano, il secolo dopo, consentì al duca Ascanio Filomarino della Torre di allestire un eccezionale Gabinetto vesuviano all'interno del suo palazzo.
Nel gennaio 1799, dopo la fuga dei Borbone dalla città per l'arrivo delle truppe francesi, la plebe napoletana si diede alla caccia e all'uccisione di tutti i sospetti di giacobinismo a Napoli; un servo della famiglia Filomarino fece cadere i sospetti sui due fratelli il duca Ascanio e l'abate Claudio Filomarino, i quali vennero stanati dal palazzo e arsi vivi nelle vicinanze. L'edificio fu abbandonato al saccheggio e alle fiamme: "Le preziose masserizie, una scelta biblioteca, una raccolta di rare incisioni, un magnifico gabinetto di storia naturale, ricchezze preziose di natura e d'arte, tutto perì...". 
Negli anni successivi il palazzo rimase disabitato. La famiglia Filomarino era decaduta e cedette alcuni terranei dell'edificio che si prolungavano sui vicoli adiacenti finché, dopo un breve passaggio di proprietà, il corpo del palazzo fu ceduto nel 1828 al banchiere Conte Luigi Giusso che ne fece sede della sua banca. 
Fu Giusso ad eseguire imponenti lavori di restauro interni ed esterni, testimoniati dalla targa commemorativa affissa oggi nel cortile interno del palazzo. Nel 1931 il Regio Istituto Orientale (l'attuale Università Orientale) prese in affitto buona parte dei locali e nel 1932 venne effettuato l'intero acquisto dell'edificio, gestito dal senatore Alberto Geremicca - commissario dell'Istituto - col benestare del Ministero. L'Istituto vi si trasferì interamente a partire dall'anno accademico 1934/35, apponendo sul frontone dell'edificio la dicitura "R. Istituto Orientale". La scritta cambiò negli anni prima in "R. Istituto Superiore Orientale", quindi in "R. Istituto Universitario Orientale" e poi con la Repubblica in "Istituto Universitario Orientale", dicitura che si conserva ancora.

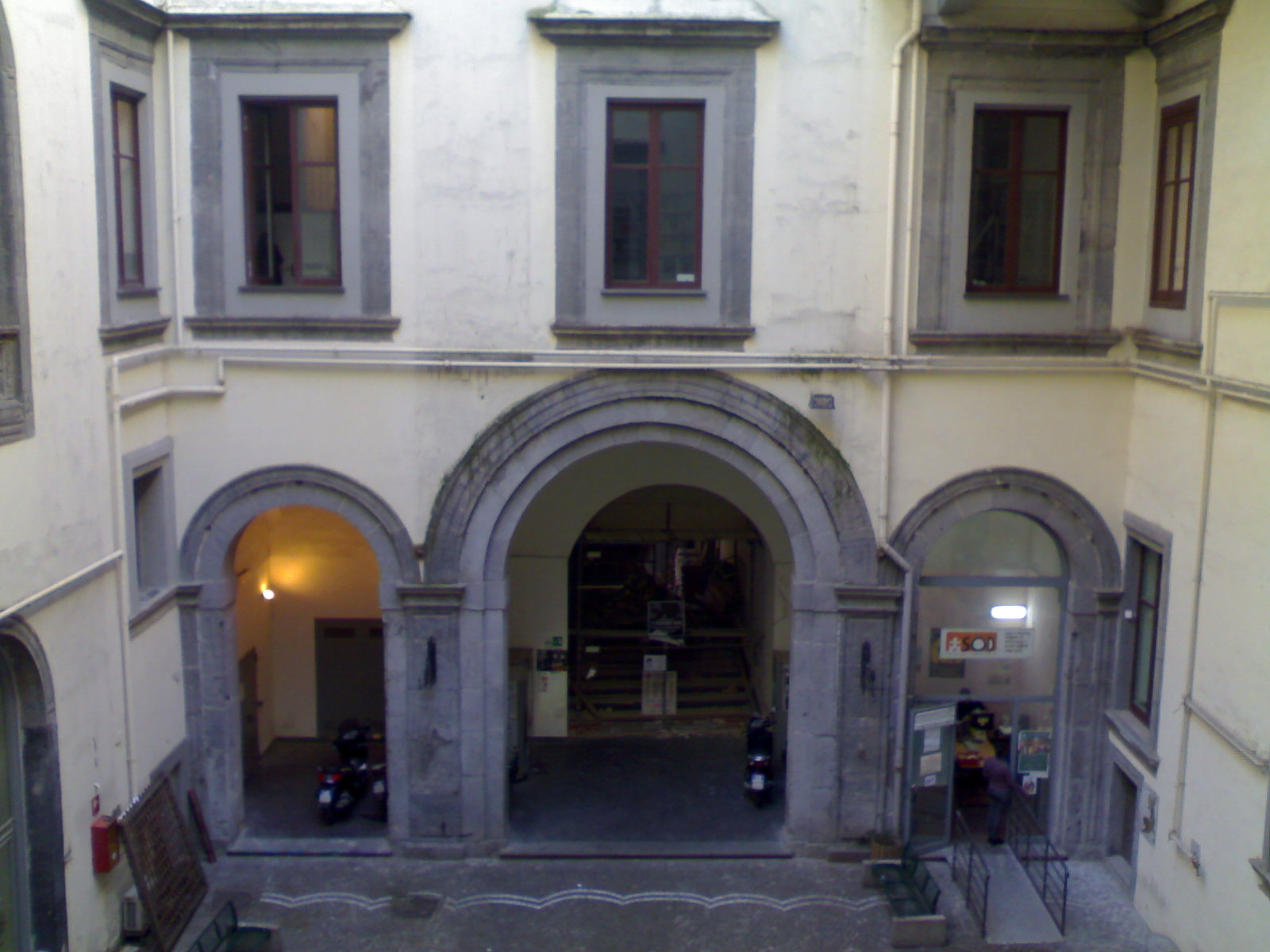
Interno del cortile

Il restauro per adeguare l'edificio agli usi universitari durò due anni e portò al recupero della facciata deturpata dalla presenza nell'edificio di famiglie in affitto che vi stendevano i panni. Una seconda e più ampia ristrutturazione negli anni novanta ha portato all'installazione di un ascensore e di scale antincendio nel cortile, danneggiando tuttavia l'unità architettonica dell'edificio. Negli ultimi anni l'Orientale ha acquistato i restanti terranei non inclusi nel rogito degli anni trenta (occupati da famiglie ed esercizi commerciali) completando quindi l'acquisizione dell'intera struttura, in corso di nuova ristrutturazione per adeguarne gli spazi.

## Architettura
L'edificio si articola su due piani più un mezzanino e il pian terreno; le ultime ristrutturazioni ne hanno ricavato un totale di quattro piani più un pian terreno. La facciata è scandita da lesene composite al piano nobile e da paraste al pian terreno. Il cortile è impostato come un tipico cortile di palazzo nobiliare napoletano: gli archi sono retti su pilastri rivestiti di piperno scolpito a modanature. È presente un pozzo di una certa imponenza, a cui si poteva accedere da una scaletta di notevole fattura. L'esterno, di estrema robustezza, è leggermente deteriorato dall'incuria. Gli ampi sotterranei furono occupati dalla mensa universitaria fino al 2003 quando la chiusura dell'esercizio li ha lasciati abbandonati.
Il saccheggio dei lazzari nel 1799 distrusse gli antichi ornamenti interni (pitture, mobilio, e una grande biblioteca) costringendo i nuovi possessori a un ampio rimaneggiamento. Negli anni '30 restava dei precedenti ambienti solo un pavimento con riquadro maiolicato. Nella volta del salone al primo piano (piano nobile), attuale "Aula Matteo Ripa", fu eseguito da Giuseppe Cammarano un affresco raffigurante "Ercole al bivio".
Era parte della proprietà di palazzo Giusso anche lo storico cedro del Libano al centro della piazzetta antistante l'edificio, abbattuto nella notte del 12 giugno 2013 e ripiantumato la sera del 27 giugno.